# Josef Erwin von Lippert
Josef Erwin Lippert von Granberg (* 21. Januar 1826 in Arad; † 15. August 1902 in Vorderbruck bei Gutenstein; nobilitiert 1869) war ein österreichischer Architekt, Restaurator, Maler, Zeichner und Lithograf.

## Leben und Werk

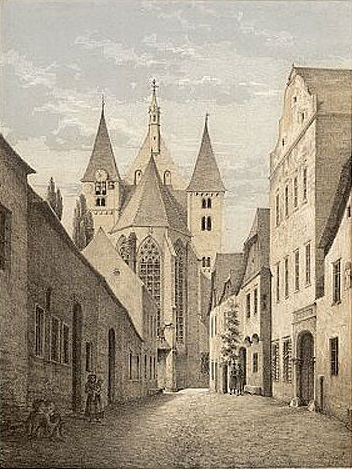
Josef Erwin Lippert, Pfarrkirche von Eggenburg, Tonlithografie 1847

Josef Erwin von Lippert wurde als József Lippert in Arad geboren. Seine Eltern stammten ursprünglich aus der Schweiz. Sein Vater war Realitätenbesitzer und die Familie war im ungarischen Kulturraum bestens integriert. Lippert absolvierte eine Ausbildung zum Zimmermeister und besuchte ab 1849 die Akademie der Künste Wien. Er war ein Schüler von Leopold Ernst.
Lippert zeichnete zahlreiche mittelalterliche Baudenkmäler, die er auch lithografierte. Viele seiner Ansichten wurden ab 1855 in mehreren Ausstellungen gezeigt und laufend in den Mitteilungen der k. k. Central-Commission in Wien publiziert. Zudem fertigte er zahlreiche Entwürfe für sakrale Geräte an.
Lippert war auch ein Schüler von Ernst Friedrich Zwirner und unternahm architektonische Studien in Norddeutschland, England, Frankreich und Italien. In Dänemark studierte er die alten Holzkirchen Skandinaviens.
1850 kam er mit Arnold Ipolyi in Kontakt. Zusammen führten sie Vermessungen an den Denkmälern in Bratislava aus. 1856 lernte er János Simor kennen. Als Erzbischof von Esztergom stellte er Lippert als Chefarchitekten und Berater für Kirchenkunst ein. In der Folge restaurierte er Denkmäler in Pozsony, Soprin und Györ. Lippert war maßgeblich an der Entstehung der Gemäldegalerie in Hercegprimas in Esztergom beteiligt.
Lippert war nach 1857 Primitialarchitekt und späterer General-Architekt des Malteser-Großpriorats in Böhmen und Österreich. Er restaurierte unter anderem die Pfarrkirche Raab, den Martinsdom in Preßburg und die Deutschordenskirche in Wien. Die Filialkirche Unsere Liebe Frau vor Spittal wurde 1862 von Lippert als erster streng historistischer Sakralbau Kärntens errichtet.
Für die von Hermann Bergmann erbaute Pfarrkirche St. Elisabeth in Wien entwarf er den neun Meter hohen, neugotischen Hochaltar aus Eichenholz und die komplette Inneneinrichtung. Lippert vollendete in Esztergom die Stirnseite der Kathedrale Unserer Lieben Frau und des heiligen Adalbert und schuf deren Inneneinrichtung. Weitere Kirchen erbaute er in Olmütz, Kremsier und anderen Städten.

## Familie

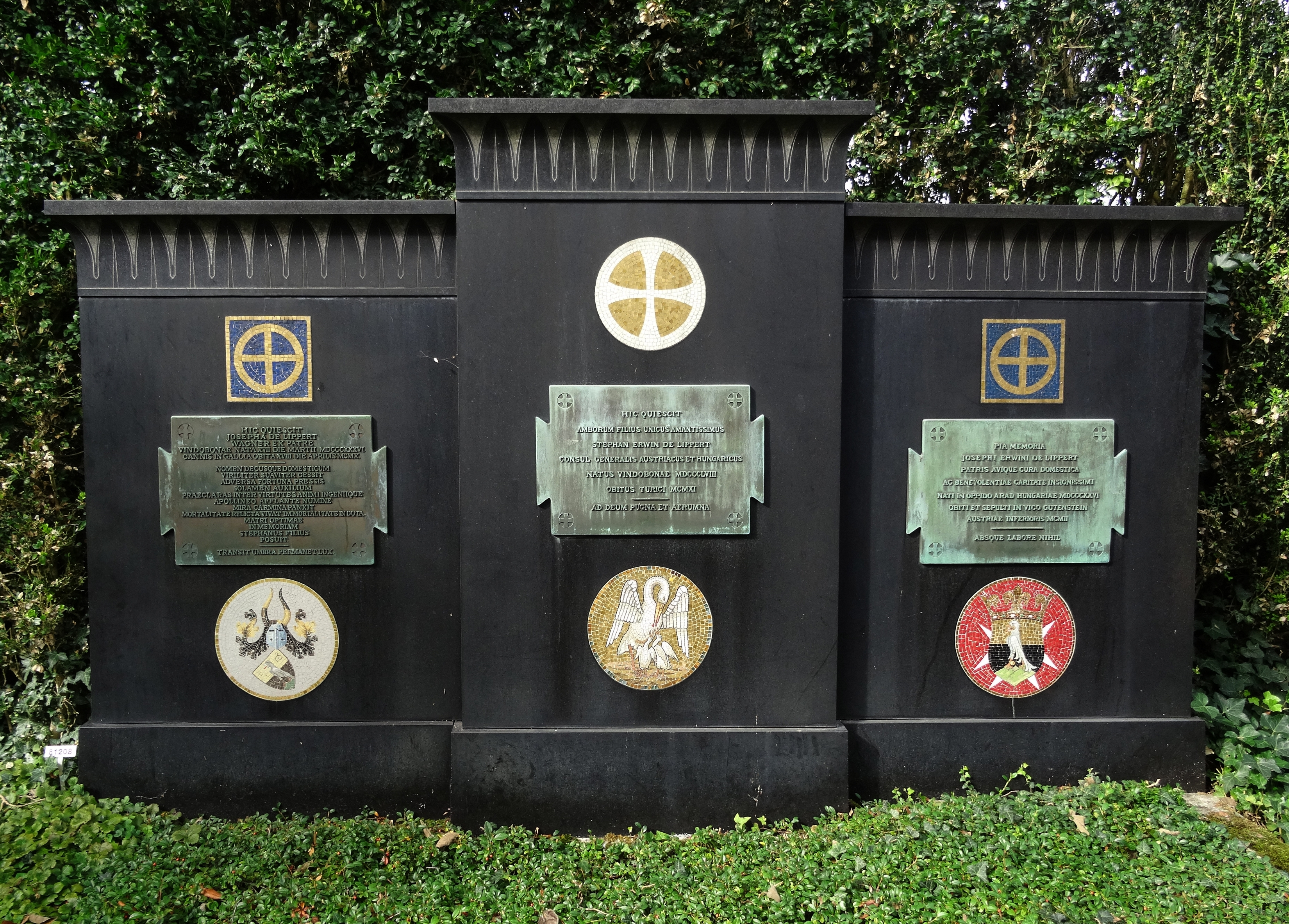
Grabmal auf dem Friedhof Enzenbühl in Zürich.

Josef Erwin von Lippert war mit der Schriftstellerin und Dichterin Josephine Lippert von Granberg (geb. 17. März 1836 in Wien; gest. 18. April 1910 in Cannes) verheiratet. Zusammen bereisten sie den Orient, Griechenland und Italien. Ihr gemeinsamer Sohn war der spätere Generalkonsul Österreich-Ungarns Stephan Erwin von Lippert (geb. 11. Juni 1858 in Arad; gest. 30. November 1911 in Zürich). Das Grabmal von Stephan Erwin von Lippert befindet sich auf dem Friedhof Enzenbühl in Zürich. Zum Gedenken an seine Eltern sind diese auch aufgeführt.
Die Söhne von Stephan Erwin von Lippert und Emma von Lippert, Josef Franz Wilhelm (geb. 11. Juli 1897) und Christian Erwin Wilhelm Karl (geb. 14. November 1899), erhielten 1914 das Bürgerrecht der Stadt Zürich.

## Auszeichnungen
- 1869: Ritterstand v. Granberg
- Commandeur des päpstlichen Silvester-Ordens
- Orden der Eisernen Krone III. Klasse

## Mitgliedschaften
- ab ca. 1855: Österreichischer Kunstverein
- ab 1861: Genossenschaft der bildenden Künstler Wiens
- o. J. Eintracht